# Final Fantasy Type-0
Final Fantasy Type-0 là một trò chơi nhập vai hành động được phát triển và phát hành bởi Square Enix cho PlayStation Portable (PSP). Được phát hành tại Nhật Bản vào ngày 27 tháng 10 năm 2011, Type-0 là một phần của loạt game con Fabula Nova Crystallis, một loạt game có chung hệ thần thoại với Final Fantasy XIII và Final Fantasy XV. Lối chơi của nó tương tự với Crisis Core: Final Fantasy VII, cho phép người chơi điều khiển các nhân vật trong chiến đấu thời gian thực trong suốt các nhiệm vụ diễn ra khắp Orience. Người chơi cũng tham gia vào các trận chiến dựa trên chiến thuật quy mô lớn trên bản đồ thế giới, và có thể lựa chọn chế độ nhiều người chơi trong các nhiệm vụ cốt truyện và nhiệm vụ phụ.
Câu chuyện tập trung vào Lớp Zero, một nhóm mười bốn học sinh tới từ Vermillion Peristylium, một học viện pháp thuật ở Dominion of Rubrum. Khi Đế chế Militesi tiến hành cuộc tấn công vào các Quốc gia Pha lê của vùng đất Orience còn lại, tìm cách kiểm soát các tinh thể tương ứng của chúng, Lớp Zero được huy động để bảo vệ Rubrum. Cuối cùng, cả nhóm vướng vào những bí mật đằng sau cả cuộc chiến và lý do tồn tại của họ. Bối cảnh và cách trình bày được lấy cảm hứng từ những bộ phim tài liệu lịch sử, và bản thân câu chuyện được viết có màu tối hơn những tựa game Final Fantasy khác.
Trò chơi ban đầu được công bố là một tựa dành cho điện thoại di động và PSP có tên là Final Fantasy Agito XIII. Nó được đạo diễn bởi Hajime Tabata, người đã đảm nhận dự án sau khi hoàn thành Before Crisis: Final Fantasy VII. Ban đầu được thiết kế để cho người chơi có thể dễ dàng truy cập vào vũ trụ Fabula Nova Crystallis, phiên bản di động cuối cùng đã bị hủy bỏ và tên của trò chơi đã được thay đổi để phân biệt nó với tựa game đi đầu của loạt game con là Final Fantasy XIII. Phát hành với doanh thu cao, nó được khen ngợi về cốt truyện và lối chơi, nhưng lại bị chỉ trích về khả năng điều khiển camera và trí thông minh nhân tạo. Các trò chơi khác liên quan đến Type-0 cũng đã được phát triển, bao gồm một bản làm lại độ nét cao được phát hành trên toàn thế giới vào tháng 3 năm 2015.

## Tóm tắt
Lưu ý: Cốt truyện của Type-0 là tương đồng trong cả phiên bản gốc và phiên bản làm lại có độ phân giải cao Final Fantasy Type-0 HD, vì vậy các thuật ngữ và trích dẫn được sử dụng trong văn bản là từ phiên bản bản địa hóa của bản làm lại độ nét cao chứ không phải là các bản dịch không chính thức.

### Bối cảnh
Final Fantasy Type-0 lấy bối cảnh tại Orience, một vùng đất bị chia cắt giữa bốn quốc gia hay còn gọi là các "Quốc gia Pha lê". Mỗi quốc gia đều có một viên pha lê chúa sức mạnh dựa trên Bốn Biểu tượng mà các quốc gia lần lượt lấy làm biểu tượng quốc gia của mình. Dominion of Rubrum sử dụng viên Pha lê Chu Tước, điều khiển phép thuật; Đế chế Milites kiểm soát viên Pha lê Bạch Hổ, chứa đựng sức mạnh của khoa học và vũ khí; Vương quốc Concordia sử dụng viên Pha lê Thanh Long, chứa sức mạnh của Rồng; và Liên minh Lorica là nơi có viên Pha lê Huyền Vũ, chứa đựng sức mạnh phòng ngự. Mỗi quốc gia có một học viện, hay chính là Peristylium, để nghiên cứu và bảo vệ viên pha lê tương ứng của quốc gia đó. Các viên pha lê có khả năng đánh dấu một con người là người phục vụ của quốc gia của họ. Những người phục vụ được gọi là l'Cie này được gắn một biểu tượng và được giao cho một "Focus", tức là một nhiệm vụ phải hoàn thành. Mặc dù được ban phước cho cuộc sống lâu dài và khả năng biến thành pha lê nhưng l'Cie bị nguyền rủa sẽ mất đi ký ức của mình theo thời gian. Người dân trên vùng đất Orience cũng mất đi ký ức về người đã khuất, vì vậy họ sẽ không bị kìm hãm bởi bất kỳ sự hối tiếc nào trong quá khứ và tiếp tục củng cố linh hồn của mình thông qua xung đột, một cơ chế được đặt ra bởi các viên pha lê để thuận tiện cho các vị thần đã chế tạo ra chúng. Mục tiêu chính của nhiều nhân vật là trở thành Agito, một nhân vật huyền thoại sẽ xuất hiện và cứu thế giới khỏi Tempus Finis, một sự kiện khải huyền sẽ hủy diệt Orience.

### Nhân vật
Các nhân vật chính của Final Fantasy Type-0 là Lớp Zero, một nhóm 14 học sinh ưu tú đến từ Vermillion Peristylium. 12 người đầu tiên là người cầm quân bài Ace, người cầm sáo Deuce, người bắn cung Trey, người cầm súng ma thuật Cater, người cầm chùy Cinque, người cầm lưỡi hái Sice, người cầm roi Seven, võ sĩ Eight, người cầm giáo Nine, người cầm katana Jack, nữ kiếm sĩ Queen và người cầm hai khẩu súng King. Hai người cuối cùng, Machina Kunagiri và Rem Tokimiya, đóng vai trò là người kể chuyện và là tâm điểm cho cốt truyện phụ chính của trò chơi. Hỗ trợ Lớp Zero là thầy giáo của họ Kurasame Susaya, và Arecia Al-Rashia, cô giáo cũ của Lớp Zero đồng thời là người giám sát phát triển phép thuật tại Vermillion Peristylium. Các nhân vật quan trọng khác tới từ Rubrum bao gồm Khalia Chival VI, thủ lĩnh hiện tại của Rubrum và là hiệu trưởng của Vermillion Peristyrium, và l'Cie Caetuna. Nhiều nhân vật Militesi do Nguyên soái Cid Aulstyne lãnh đạo đóng vai trò là nhân vật phản diện chính của trò chơi. Các nhân vật quan trọng khác bao gồm nữ hoàng Andoria của Concordia, Gala - thủ lĩnh của Quân đội Rursus và là kẻ chủ mưu của sự kiện Tempus Finis, và Joker và Tiz, hai nhân vật bí ẩn quan sát các sự kiện của trò chơi.

### Cốt truyện
Nguyên soái Cid Aulstyne lãnh đạo quân đội Milites chống lại các quốc gia khác tại Orience, phát động một cuộc tấn công tàn khốc nhằm vào Vermillion Peristylium và vô hiệu hóa viên Pha lê Chu Tước bằng cách sử dụng một thiết bị gây nhiễu pha lê. Lớp Zero do miễn nhiễm với tác động của thiết bị gây nhiễu nên đã đẩy lùi được cuộc xâm lược. Trong cuộc xung đột, Izana Kunagiri là anh trai của Machina đã bị giết khi đang làm nhiệm vụ cho Lớp Zero. Sự kiện này sau đó đã làm rạn nứt mối quan hệ giữa Machina và Lớp Zero. Được điều phối bởi Kurasame và Arecia Al-Rashia, Lớp Zero đóng một vai trò quan trọng trong việc giải phóng các vùng lãnh thổ của Rubrum và phát động các cuộc phản công trong quá trình liên minh với Concordia, trong khi thủ đô của Lorica bị phá hủy bởi một quả bom của Milites. Andoria, nữ hoàng của Concordia, sau đó đã buộc một lệnh ngừng bắn giữa các quốc gia còn lại. Trong cuộc đàm phán hòa bình ở thủ đô Milites, Lớp Zero bị buộc tội giết Andoria, dẫn đến việc chính phủ bù nhìn của Concordia và Milites phát động một cuộc liên minh tấn công vào Rubrum. Trong chuyến bay của họ, Machina bỏ đi sau khi xảy ra va chạm với Lớp Zero, và trở thành l'Cie Bạch Hổ để bảo vệ Rem khỏi số phận của anh trai mình trước khi quay trở lại với họ. Cuối cùng ý chí của viên Pha lê Bạch Hổ đã buộc anh ta phải rời đi.
Với sự giúp đỡ từ những người lính l'Cie và Lớp Zero, Rubrum tiêu diệt lực lượng của Concordia và Milites, thống nhất lục địa Orience dưới lá cờ của nó. Điều này đã dẫn đến sự bắt đầu của Tempus Finis, với sự kiện Quân đội Rursus xuất hiện từ pháo đài phép thuật Pandaemonium để quét sạch dân chúng trên lục địa Orience. Cid và Lớp Zero đều đến Pandaemonium: Cid cố gắng trở thành Agito và bị Gala biến thành Rursus Arbiter, trong khi Lớp Zero quyết tâm ngăn chặn Tempus Finis. Khi Lớp Zero đối mặt với thử thách của Arbiter, viên Pha lê Chu Tước cho họ cơ hội trở thành l'Cie. Trong phần chơi gốc, nếu Lớp Zero chấp nhận lời đề nghị, họ sẽ chiến đấu chống lại Rursus và chết, khiến Orience bị tiêu diệt trong Tempus Finis.
Lớp Zero từ chối lời đề nghị của viên Pha lê và Rem được làm l'Cie thay họ. Machina và Rem kết thúc cuộc chiến với nhau trong Pandaemonium: Rem bị trọng thương, cô và Machina biến thành pha lê. Bị suy yếu bởi các thử nghiệm nên Lớp Zero ban đầu không thể đánh bại Arbiter nhưng linh hồn của Machina và Rem đã cho họ nguồn sức mạnh cần thiết để đánh bại Arbiter và ngăn chặn Tempus Finis. Bị thương nặng, Lớp Zero dành những phút cuối cùng để tưởng tượng về cuộc sống sau chiến tranh của họ. Machina và Rem giờ đây đã trở lại hình dạng con người và những người còn lại của Orience đã tìm thấy Lớp Zero. Trong một đoạn hậu credit, các Quốc gia Pha lê được cho là đã rơi vào tình trạng hỗn loạn khi các viên Pha lê mất đi sức mạnh. Machina và Rem thống nhất lục địa Orience và xây dựng lại thế giới, và Machina ghi lại lịch sử của Lớp Zero sau đó qua đời với Rem ở bên cạnh.
Màn chơi thứ hai tiết lộ rằng Orience bị mắc kẹt trong một vòng lặp thời gian ổn định được tạo ra bởi Arecia và Gala, những người hầu của các vị thần Pulse và Lindzei, như một phần của cuộc thử nghiệm nhằm tìm ra cửa ngõ vào Unseen Realm. Sau khi cạnh tranh với nhau để mở cánh cổng bằng một phương pháp khác thì cả hai đều thất bại và khởi động lại thế giới để nỗ lực lại một lần nữa. Tính đến các sự kiện của Type-0 thì thí nghiệm này đã được thực hiện hơn sáu trăm triệu lần. Cid nhận thức ra được vòng lặp và muốn giải phóng Orience khỏi sự kiểm soát của các viên Pha lê và đã tự sát trong một nỗ lực bất thành nhằm ngăn chặn Gala lợi dụng anh. Trong một chuỗi được mở khóa trong màn chơi thứ hai, Joker và Tiz nói chuyện với Arecia sau thất bại của Arbiter và cho cô thấy những ký ức về Lớp Zero và những người dân của lục địa Orience để khiến cô xem xét lại việc khởi động lại thí nghiệm. Sau khi nói chuyện với Machina và Rem, Arecia quyết định từ bỏ thí nghiệm và đưa cả hai trở lại hình dạng con người. Trong một kết thúc khác, Arecia chọn loại bỏ các viên pha lê khỏi lịch sử của Orience, tạo ra một dòng thời gian mới, nơi chiến tranh không bao giờ xảy ra và mọi người dân trên thế giới có thể sống hạnh phúc.

### Âm nhạc

#### Danh sách ca khúc
Bản dịch theo nghĩa đen của tựa gốc được cho vào trong (ngoặc đơn) nếu có sự khác biệt
| Đĩa 1 | Đĩa 1                                                        | Đĩa 1                                          | Đĩa 1      |
| STT   | Nhan đề                                                      | Tựa tiếng Nhật (Romanization)                  | Thời lượng |
| ----- | ------------------------------------------------------------ | ---------------------------------------------- | ---------- |
| 1.    | "Tempus Bellum" ("Time of the Foundation")                   | 開闢の刻 (Kaibyaku no Koku)                    | 1:52       |
| 2.    | "We Have Come"                                               | 我ら来たれり (Warera Kitareri)                 | 4:31       |
| 3.    | "Guided Conclusion"                                          | 導かれる結論 (Michibikareru Ketsuron)          | 1:06       |
| 4.    | "Three Hours That Changed the World" ("Three Hours of Fate") | 運命の三時間 (Unmei no Sanjikan)               | 4:04       |
| 5.    | "Wings of Fire"                                              | 炎の翼 (Honō no Tsubasa)                       | 3:17       |
| 6.    | "Horror of the Abyss"                                        | 深淵の恐怖 (Shin'en no Kyōfu)                  | 2:55       |
| 7.    | "Divine Fire"                                                | 浄火 (Jōka)                                    | 2:08       |
| 8.    | "Arms of Steel"                                              | 鋼の腕 (Hagane no Ude)                         | 3:57       |
| 9.    | "War: Warrior Worth a Thousand" ("Battle – Mighty Warrior")  | 戦－一騎当千 (Ikusa – Ikkitousen)              | 2:39       |
| 10.   | "Servant of the Crystal"                                     | クリスタルの使徒 (Kurisutaru no Shito)         | 2:31       |
| 11.   | "Choosing How to Die"                                        | 死に方の選び方 (Shinikata no Erabikata)        | 3:39       |
| 12.   | "Arecia Al-Rashia"                                           | アレシア・アルラシア (Areshia Arurashia)       | 3:27       |
| 13.   | "Crystal Guide Us" ("Divine Protection of the Crystal")      | クリスタルの加護 (Kurisutaru no Kago)          | 3:04       |
| 14.   | "Time of Tranquility"                                        | 静謐な時間 (Seihitsu na Jikan)                 | 3:06       |
| 15.   | "Moglin"                                                     | もぐりん (Mogurin)                             | 2:04       |
| 16.   | "Erased Memories"                                            | 消えた記憶 (Kieta Kioku)                       | 2:41       |
| 17.   | "A Day Like Any Other"                                       | とある日の日常 (Toaru Hi no Nichijō)           | 2:48       |
| 18.   | "Machina Kunagiri"                                           | マキナ・クナギリ (Makina Kunagiri)             | 2:48       |
| 19.   | "War: Unseen Peace"                                          | 戦－目に見えぬ平和 (Ikusa – Me ni Mienu Heiwa) | 4:17       |

| Đĩa 2 | Đĩa 2                                                         | Đĩa 2                                             | Đĩa 2      |
| STT   | Nhan đề                                                       | Tựa tiếng Nhật (Romanization)                     | Thời lượng |
| ----- | ------------------------------------------------------------- | ------------------------------------------------- | ---------- |
| 1.    | "Show of Power"                                               | 示される力 (Shimesareru Chikara)                  | 3:11       |
| 2.    | "Untainted Eyes"                                              | 穢れなき瞳 (Kegarenaki Hitomi)                    | 3:35       |
| 3.    | "Rem Tokimiya"                                                | レム・トキミヤ (Remu Tokimiya)                    | 3:26       |
| 4.    | "The Forlorn Heart"                                           | 寂しき心 (Sabishiki Kokoro)                       | 2:31       |
| 5.    | "That Which Quivers"                                          | 蠢くもの (Ugomeku Mono)                           | 3:30       |
| 6.    | "Raise the Vermillion Banner" ("When the Suzaku Flag Stands") | 朱雀の旗が立つとき (Suzaku no Hata ga Tatsu Toki) | 4:10       |
| 7.    | "The Heart Boils" ("Seething Heart")                          | 滾る心 (Tagiru Kokoro)                            | 2:46       |
| 8.    | "The Earth Under Our Feet" ("Standing Strong on the Ground")  | 踏みしめる大地 (Fumishimeru Daichi)               | 2:00       |
| 9.    | "Chocobo!"                                                    | チョコボ! (Chocobo!)                              | 1:22       |
| 10.   | "War: Recapture" ("Battle – The Strategy for Recapture")      | 戦－奪還作戦 (Ikusa – Dakkan Sakusen)             | 3:57       |
| 11.   | "War: That Which Stands in the Way"                           | 戦－立ち塞がるもの (Ikusa – Tachifusagaru Mono)   | 2:49       |
| 12.   | "White Thunder" ("White Lightning")                           | 白き雷 (Shiroki Kaminari)                         | 4:34       |
| 13.   | "War: The White Weapon"                                       | 戦－白の兵器 (Ikusa – Shiro no Heiki)             | 3:16       |
| 14.   | "Kind Tears"                                                  | 優しき涙 (Yasashiki Namida)                       | 3:43       |
| 15.   | "War: Life of Darkness"                                       | 戦－暗き生 (Ikusa – Kuraki Sei)                   | 3:58       |
| 16.   | "War: That Which Lurks"                                       | 戦－潜むもの (Ikusa – Hisomu Mono)                | 4:08       |
| 17.   | "War: Breaking Through"                                       | 戦－突破 (Ikusa – Toppa)                          | 4:36       |
| 18.   | "War: Howl of the Dreadnought"                                | 戦－弩級の響き (Dokyū no Hibiki)                  | 2:55       |
| 19.   | "The Vanishing Soul"                                          | 消えゆく心 (Kieyuku Kokoro)                       | 3:54       |

| Đĩa 3 | Đĩa 3                                                                         | Đĩa 3                                                                 | Đĩa 3      |
| STT   | Nhan đề                                                                       | Tựa tiếng Nhật (Romanization)                                         | Thời lượng |
| ----- | ----------------------------------------------------------------------------- | --------------------------------------------------------------------- | ---------- |
| 1.    | "The Azure Spirit" ("Blue Soul")                                              | 蒼き魂 (Aoki Tamashī)                                                 | 3:11       |
| 2.    | "Swaying Thoughts"                                                            | 揺蕩う想い (Tayutau Omoi)                                             | 4:09       |
| 3.    | "War: Pursuit"                                                                | 戦－追撃 (Ikusa – Tsuigeki)                                           | 3:54       |
| 4.    | "Human Strengths and Weaknesses"                                              | 人の弱さと強さ (Hito no Yowasa to Tsuyosa)                            | 3:38       |
| 5.    | "Your History and Fate"                                                       | 自らの歴史と運命 (Mizukara no Rekishi to Unmei)                       | 2:44       |
| 6.    | "Soar" ("Fly in the Sky")                                                     | 空翔る (Sora Kakeru)                                                  | 2:48       |
| 7.    | "War: The Quiet Bloodbath" ("Battle – Peaceful Fighting")                     | 戦－静かな激闘 (Ikusa – Shizuka na Gekitō)                            | 2:17       |
| 8.    | "War: Depths of Naraku"                                                       | 戦－ナラクの底 (Ikusa – Naraku no Soko)                               | 3:16       |
| 9.    | "Machina Kunagiri" (arrangement)                                              | マキナ・クナギリ／arrange version (Makina Kunagiri/arrange version)   | 2:32       |
| 10.   | "Rem Tokimiya" (arrangement)                                                  | レム・トキミヤ／arrange version (Remu Tokimiya/arrange version)       | 2:44       |
| 11.   | "War: The Quiet Bloodbath (Long)" ("Battle – Peaceful Fighting/long version") | 戦－静かな激闘／long version (Ikusa – Shizuka na Gekitō/long version) | 3:56       |
| 12.   | "Tempus Finis" ("The Time of Finis")                                          | フィニスの刻 (Finis no Koku)                                          | 2:53       |
| 13.   | "Machina and Rem"                                                             | マキナとレム (Makina to Rem)                                          | 5:08       |
| 14.   | "Tempus Ratio" ("The Time of Judgement")                                      | 裁きの刻 (Sabaki no Koku)                                             | 4:22       |
| 15.   | "Vermillion Fire" ("The Fires of Suzaku")                                     | 朱雀の炎 (Suzaku no Honō)                                             | 3:05       |
| 16.   | "Type Zero" ("Type-0")                                                        | 零式 (Reishiki)                                                       | 7:55       |
| 17.   | "Silence"                                                                     | 未定 (Silence)                                                        | 4:32       |
| 18.   | "Colorful – Falling in Love"                                                  | カラフルフォーリンラブ (Colorful Fall in Love)                        | 4:30       |
| 19.   | "Colorful – Falling in Love" (karaoke)                                        | カラフルフォーリンラブ／カラオケ (Colorful Fall in Love/karaoke)      | 4:30       |

## Phát hành
Type-0 được phát hành vào ngày 27 tháng 10 năm 2011 ở cả dạng vật lý và kỹ thuật số. Ban đầu nó được công bố phát hành vào mùa hè năm đó, nhưng những khó khăn chưa xác định trong quá trình phát triển bao gồm cả việc ngừng hoạt động của PlayStation Network đã khiến việc phát hành bị chậm trễ. Sau đó, nó được công bố sẽ phát hành vào ngày 13 tháng 10, nhưng đã bị trì hoãn hai tuần. Mặc dù Square Enix tuyên bố họ muốn cải thiện chất lượng của trò chơi nhưng không có thông tin nào khác được đưa ra. Đã có suy đoán là do những phàn nàn xung quanh việc điều khiển camera và các yếu tố trò chơi khác. Việc phát hành nhạc và bài hát chủ đề cũng bị trì hoãn. Type-0 là một trong số ít bản phát hành cho PSP được phát hành trên hai UMD, vì Tabata muốn cắt càng ít nội dung càng tốt, điều này sẽ không thể xảy ra nếu họ quyết định sử dụng một UMD.  Bản demo cho trò chơi gốc được phát hành vào tháng 8 năm 2011, có bảy nhân vật có thể chơi được và bốn nhiệm vụ ở các mức độ khó bị khóa. Dữ liệulưut có thể được chuyển sang bản đầy đủ, mở khóa trang phục và vật phẩm đặc biệt và giữ điểm kinh nghiệm.  Bản demo thứ hai được phát hành vào ngày 22 tháng 11, một tháng sau khi phát hành bản đầy đủ. Nó thay thế bản demo ban đầu và cho phép người chơi truy cập vào các vật phẩm và trang phục độc quyền. Ấn bản sưu tập được phát hành độc quyền thông qua cửa hàng trực tuyến của Square Enix, bao gồm các bức vẽ, một phiên bản giới hạn của nhạc game, bưu thiếp và một tập sách giới thiệu nhân vật. Tựa game sau đó đã được thêm vào bộ sưu tập tựa game ngân sách Ultimate Hits của họ.

## Bản dịch
1. ↑  ファイナルファンタジーアギトXIII, Fainaru Fantajī Agito Sātīn